# Гаврилов, Анатолий Михайлович
Анатолий Михайлович Гаври́лов (укр. Анатолій Михайлович Гаврилов; 3 августа 1932, Киев — 16 мая 2021, там же) — советский и украинский кинооператор. Заслуженный деятель искусств Украины (2010).

## Биография
Родился 3 августа 1932 года в Киеве.
С 1950 года — помощник, с 1955 года — ассистент оператора на киностудии «Киевнаучфильм».
С 1964 года — оператор мультцеха «Киевнаучфильма».
В 1967 году поступил во ВГИК.
В 1969 году перевёлся на операторский факультет Киевского государственного института театрального искусства имени И. К. Карпенко-Карого, который окончил в 1972 году.
С 1972 года член Национального союза кинематографистов Украины.
С 1996 года — преподаватель Киевского национального университета театра, кино и телевидения имени И. К. Карпенко-Карого.
Как оператор работал над 165 фильмами.
Скончался 16 мая 2021 года в Киеве после тяжёлой болезни.

## Призы и награды
- Заслуженный деятель искусств Украины (2010)
- Государственная премия УССР имени Т. Г. Шевченко (1988) — за цикл мультфильмов о запорожских казаках

## Фильмография
- 1963 — Заяц и ёж
- 1964 — Аистёнок
- 1964 — Тайна чёрного короля
- 1965 — Зелёная кнопка
- 1965 — Никита-Кожемяка
- 1965 — Сказка о царевиче и трёх лекарях
- 1966 — Буквы из ящика радиста
- 1966 — Злостный разбиватель яиц
- 1966 — Медвежонок и тот, кто живёт в речке
- 1966 — Осколки
- 1967 — Как казаки кулеш варили
- 1967 — Песенка в лесу
- 1967 — Растрёпанный воробей
- 1967 — Тяв и Гав
- 1968 — Люди и двери («Фитиль» № 70)
- 1968 — Музыкальные картинки
- 1968 — Пугало
- 1968 — Сказка про лунный свет
- 1968 — Человек, который умел летать
- 1968 — Камень на дороге
- 1969 — Время, назад! («Фитиль» № 83)
- 1969 — Как казак счастье искал
- 1969 — Кит и Кот
- 1969 — Крымская легенда
- 1969 — Марс XX
- 1969 — Приключения казака Энея
- 1969 — Человек, который умел творить чудеса
- 1970 — Анонимка («Фитиль» № 95)
- 1970 — Журавлик
- 1970 — Как воробей ум искал (Несмышлёный воробей)
- 1970 — Как казаки в футбол играли
- 1970 — Короткие истории
- 1970 — Мальчик и облако
- 1970 — Сказка про доброго носорога
- 1971 — Волшебник Ох
- 1971 — День восьмой, или первый урок мышления
- 1971 — Моя хата с краю
- 1971 — От звонка до звонка
- 1971 — Про полосатого слонёнка
- 1971 — Страшный, серый, лохматый
- 1971 — Удивительный китёнок
- 1972 — А вы, друзья, как ни садитесь…
- 1972 — Братец Кролик и братец Лис
- 1972 — Зубная быль
- 1972 — Как жёны мужей продавали
- 1972 — Сотворение микромира
- 1972 — Тигрёнок в чайнике
- 1972 — Вокруг света поневоле
- 1973 — Была у слона мечта
- 1973 — Весёлый цыплёнок
- 1973 — Дробь
- 1973 — Зайчишка заблудился
- 1973 — Как казаки невест выручали
- 1973 — Парасолька на охоте
- 1973 — Парасолька на рыбалке
- 1973 — Почему у ёлочки колючие иголочки
- 1973 — Тайна Страны Земляники
- 1973 — Тёплый хлеб
- 1973 — Человек и слово
- 1973 — Легенда о ёлочке
- 1974 — В мире пернатых
- 1974 — Вересковый мёд
- 1974 — Зелёная пилюля
- 1974 — Играй, моя дудочка
- 1974 — Кот Базилио и мышонок Пик
- 1974 — Мальчик с уздечкой
- 1974 — Петушок и солнышко
- 1974 — Приключения малыша Гиппопо
- 1974 — Прогноз погоды («Фитиль» № 149)
- 1974 — Своя копейка («Фитиль» № 142)
- 1974 — Сказка о белой льдинке
- 1974 — Что на что похоже
- 1975 — История с единицей
- 1975 — Как казаки соль покупали
- 1975 — Какого рожна хочется?
- 1975 — Как Ёжик и Медвежонок встречали Новый год
- 1975 — Осторожно — нервы!
- 1975 — Парасолька и автомобиль
- 1975 — Салют
- 1975 — Самый дорогой рисунок
- 1975 — Сказки райского сада
- 1975 — Так держать!
- 1975 — Непогода, непогода
- 1976 — Дело поручается детективу Тедди. Дело № 001. Бурый и Белый
- 1976 — Как кормили медвежонка
- 1976 — Как мужья жён проучили
- 1976 — Лесная песнь
- 1976 — Парасолька становится дружинником
- 1976 — Сказка о жадности
- 1976 — Чудо-мороз
- 1976 — Узелки на память («Фитиль» № 173)
- 1977 — Будёновка
- 1977 — Лисичка со скалочкой
- 1977 — Парасолька на модном курорте
- 1977 — Почему у осла длинные уши
- 1977 — Приключения кузнеца Вакулы
- 1977 — Самый главный воробей
- 1977 — Сказка об Иване, пане и злыднях
- 1977 — Счастливый конец («Фитиль» № 177)
- 1978 — Как казаки олимпийцами стали
- 1978 — Кто получит ананас?
- 1978 — Ночные капитаны
- 1978 — Октябрьский марш
- 1978 — Сказка про Чугайстра
- 1979 — Гришкины книжки
- 1979 — Золоторогий олень
- 1979 — Как казаки мушкетёрам помогали
- 1979 — Трубка мира
- 1980 — Золотая липа
- 1980 — Капитошка
- 1980 — Когда встречаются двое
- 1980 — Парасолька в цирке
- 1980 — Пирог со смеяникой
- 1980 — Однажды я пришёл домой
- 1981 — Дворцы и хижины («Фитиль» № 219)
- 1981 — Золотой цыплёнок
- 1981 — И сестра их Лыбидь
- 1981 — Несчастливая звезда
- 1981 — Партизанская снегурочка
- 1981 — Сезон охоты
- 1982 — Ба-буш-ка!
- 1982 — Дождик, дождик, пуще!
- 1982 — Мышки-малышки
- 1982 — Путаница
- 1983 — Посылка из Бомбея
- 1983 — Про мышонка, который хотел стать сильным
- 1983 — Савушкин, который не верил в чудеса
- 1983 — Солдатская сказка
- 1983 — Услуга
- 1984 — Как казаки на свадьбе гуляли
- 1984 — Как Петя Пяточкин слоников считал
- 1984 — Колыбельная
- 1984 — Про всех на свете
- 1984 — Твой любящий друг
- 1985 — Жили-пили
- 1985 — Ненаписанное письмо
- 1985 — Отчаянный кот Васька
- 1985 — Сампо из Лапландии
- 1985 — Солшнышко и снежные человечки
- 1985 — Чумацкий шлях
- 1985 — Секрет фокуса («Фитиль» № 281)
- 1986 — Альтернатива
- 1986 — Гаврош
- 1986 — История о девочке, наступившей на хлеб
- 1986 — Находка
- 1986 — Лужа («Фитиль» № 283)
- 1986 — Двойная игра («Фитиль» № 293)
- 1987 — Как казаки инопланетян встречали
- 1987 — Друзья мои, где вы?
- 1987 — Сочинение про дедушку
- 1987 — Чудасея
- 1987 — Снимается кино («Фитиль» № 299)
- 1988 — Ёжик и девочка
- 1988 — Смерть чиновника
- 1988 — Это что ещё такое?!!
- 1989 — Моя семья
- 1989 — Три панька
- 1989 — Непослушная мама
- 1989 — Кому на Руси жить хорошо («Фитиль» № 329)
- 1989 — По-нашенски («Фитиль» № 330)
- 1989 — Возвращайся, Капитошка!
- 1989 — Последний бой
- 1989 — Ивасик-Телесик
- 1990 — Вокруг шахмат
- 1990 — Горшок-насмешник
- 1990 — Необычный кросс («Фитиль» № 335)
- 1990 — Уходящий объект («Фитиль» № 339)
- 1990 — Три панька хозяйствуют
- 1990 — Тревога в лесу
- 1990 — Страсти-мордасти
- 1991 — Три панька на ярмарке
- 1991 — Заяц в людях
- 1991 — Котик и петушок
- 1991 — Пережиток прошлого («Фитиль» № 346)
- 1991 — Русское чудо («Фитиль» № 347)
- 1991 — Энеида
- 1992 — Богданчик и барабан
- 1992 — Хромая уточка
- 1992 — Кругляшок
- 1992 — История любви
- 1993 — Клиника
- 1993 — DIG SQUAD. Фильм первый
- 1993 — Добро пожаловать
- 1994 — Приключения Муви. Ралли
- 1994 — DIG SQUAD. Фильм третий. Скипетр фараона
- 1995 — Как казаки в хоккей играли
- 1996 — Вий
- 1997 — Как мотылёк изучал жизнь
- 2001 — Зяблики и другие
- 2002 — Гуля на лбу
- 2002 — Ещё как были казаками. В круге первым
- 2002 — Одноразовая вечность
- 2003 — Было лето...
- 2004 — Засыпет снег дороги...
- 2008 — Спаси и сохрани